# أوكومورا ماسانوبو
أوكومورا ماسانوبو (باليابانية: 奥村政信؛ بالكانا: おくむら まさのぶ) هو رسام ياباني، ولد في 1686، وتوفي في 1764.

## معرض صور

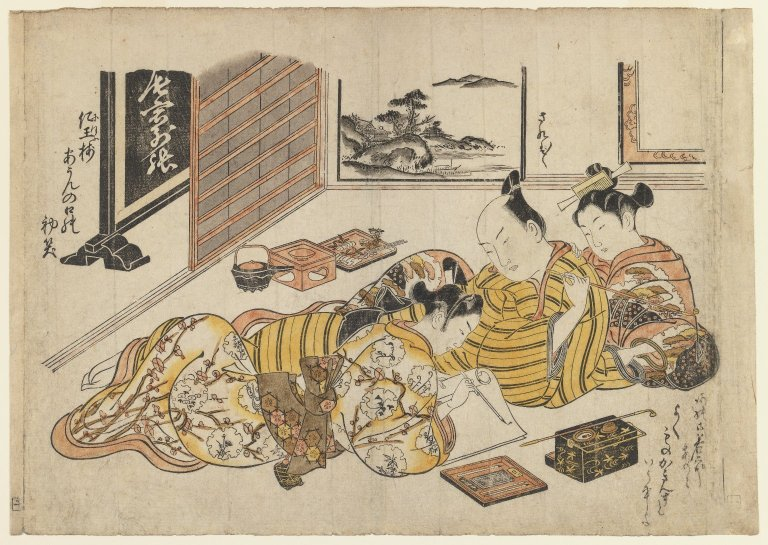
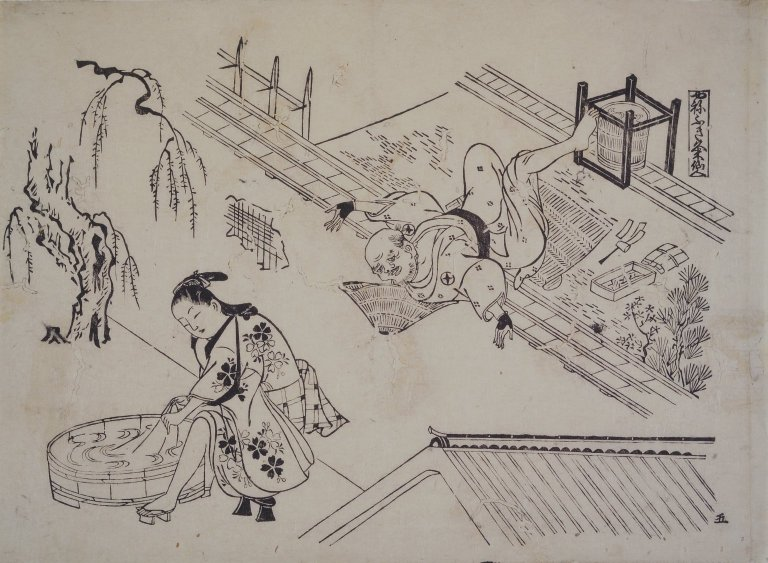
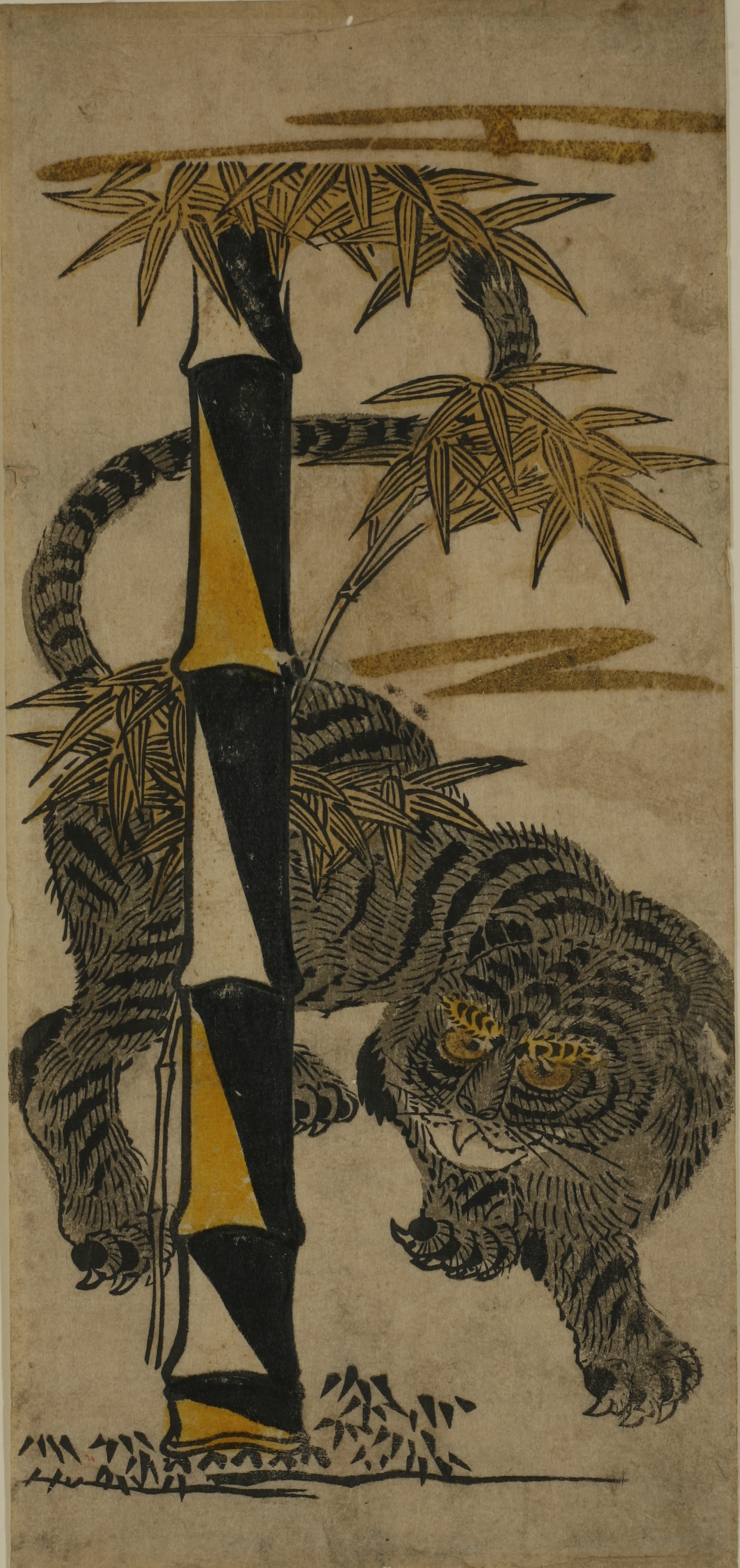

## وصلات خارجية
- أوكومورا ماسانوبو على موقع الموسوعة البريطانية (الإنجليزية)